# Canottaggio ai Giochi della XXX Olimpiade - 2 senza femminile
Il 2 senza femminile dei Giochi della XXX Olimpiade si è svolto tra il 28 luglio e il 1º agosto 2012. Hanno partecipato 10 equipaggi.
La gara è stata vinta dalla coppia britannica formata da Helen Glover e Heather Stanning, che hanno realizzato in finale il tempo di 7'27"13; l'argento e il bronzo sono andati rispettivamente alla coppia australiana e a quella neozelandese.

## Formato
Nel primo turno, i primi due equipaggi di ogni batteria accedono alla finale, mentre gli altri competono in un ripescaggio che qualifica altri due equipaggi. Gli equipaggi eliminati al ripescaggio competono in una finale B per i piazzamenti.

## Programma
| Data           | Ora (BST/UTC+1) | Turno      |
| -------------- | --------------- | ---------- |
| 28 luglio 2012 | 9:30            | Batterie   |
| 30 luglio 2012 | 9:30            | Ripescaggi |
| 1º agosto 2012 | 10:10           | Finali     |

## Risultati

### Batterie
| Pos. | Atleti                          | Nazione       | Tempo   | Note |
| ---- | ------------------------------- | ------------- | ------- | ---- |
| 1    | Helen Glover Heather Stanning   | Gran Bretagna | 6'57"29 | Q    |
| 2    | Sara Hendershot Sarah Zelenka   | Stati Uniti   | 6'59"29 | Q    |
| 3    | Georgeta Damian Viorica Susanu  | Romania       | 7'05"39 | R    |
| 4    | Kerstin Hartmann Marlene Sinnig | Germania      | 7'10"28 | R    |
| 5    | Maria Laura Abalo Gabriela Best | Argentina     | 7'12"17 | R    |

| Pos. | Atleti                        | Nazione       | Tempo   | Note |
| ---- | ----------------------------- | ------------- | ------- | ---- |
| 1    | Kate Hornsey Sarah Tait       | Australia     | 7'01"60 | Q    |
| 2    | Juliette Haigh Rebecca Scown  | Nuova Zelanda | 7'06"93 | Q    |
| 3    | Zhang Yage Gao Yulan          | Cina          | 7'13"38 | R    |
| 4    | Naydene Smith Lee-Ann Persse  | Sudafrica     | 7'14"31 | R    |
| 5    | Claudia Wurzel Sara Bertolasi | Italia        | 7'21"44 | R    |

### Ripescaggio
| Pos. | Atleti                          | Nazione   | Tempo   | Note |
| ---- | ------------------------------- | --------- | ------- | ---- |
| 1    | Georgeta Damian Viorica Susanu  | Romania   | 7'08"42 | Q    |
| 2    | Kerstin Hartmann Marlene Sinnig | Germania  | 7'10"42 | Q    |
| 3    | Zhang Yage Gao Yulan            | Cina      | 7'15"18 |      |
| 4    | Claudia Wurzel Sara Bertolasi   | Italia    | 7'18"14 |      |
| 5    | Naydene Smith Lee-Ann Persse    | Sudafrica | 7'18"96 |      |
| 6    | Maria Laura Abalo Gabriela Best | Argentina | 7'20"94 |      |

### Finali
| Pos. | Atleti                          | Nazione   | Tempo   | Note |
| ---- | ------------------------------- | --------- | ------- | ---- |
| 1    | Zhang Yage Gao Yulan            | Cina      | 7'55"18 |      |
| 2    | Naydene Smith Lee-Ann Persse    | Sudafrica | 7'56"40 |      |
| 3    | Maria Laura Abalo Gabriela Best | Argentina | 8'03"53 |      |
| 4    | Claudia Wurzel Sara Bertolasi   | Italia    | 8'06"14 |      |

| Pos. | Atleti                          | Nazione       | Tempo   | Note |
| ---- | ------------------------------- | ------------- | ------- | ---- |
|      | Helen Glover Heather Stanning   | Gran Bretagna | 7'27"13 |      |
|      | Kate Hornsey Sarah Tait         | Australia     | 7'29"86 |      |
|      | Juliette Haigh Rebecca Scown    | Nuova Zelanda | 7'30"19 |      |
| 4    | Sara Hendershot Sarah Zelenka   | Stati Uniti   | 7'30"39 |      |
| 5    | Georgeta Damian Viorica Susanu  | Romania       | 7'37"67 |      |
| 6    | Kerstin Hartmann Marlene Sinnig | Germania      | 7'42"06 |      |